# Enzo Ferrari
Enzo Anselmo Ferrari (Mòdena, 18 de febrer de 1898 - Maranello, 14 d'agost de 1988) fou un empresari italià, fundador de la Scuderia Ferrari i més tard de la marca d'automòbils que portaria el seu nom, Ferrari. Va ser conegut dins dels seguidors de Ferrari com Il Commendatore.

## Biografia

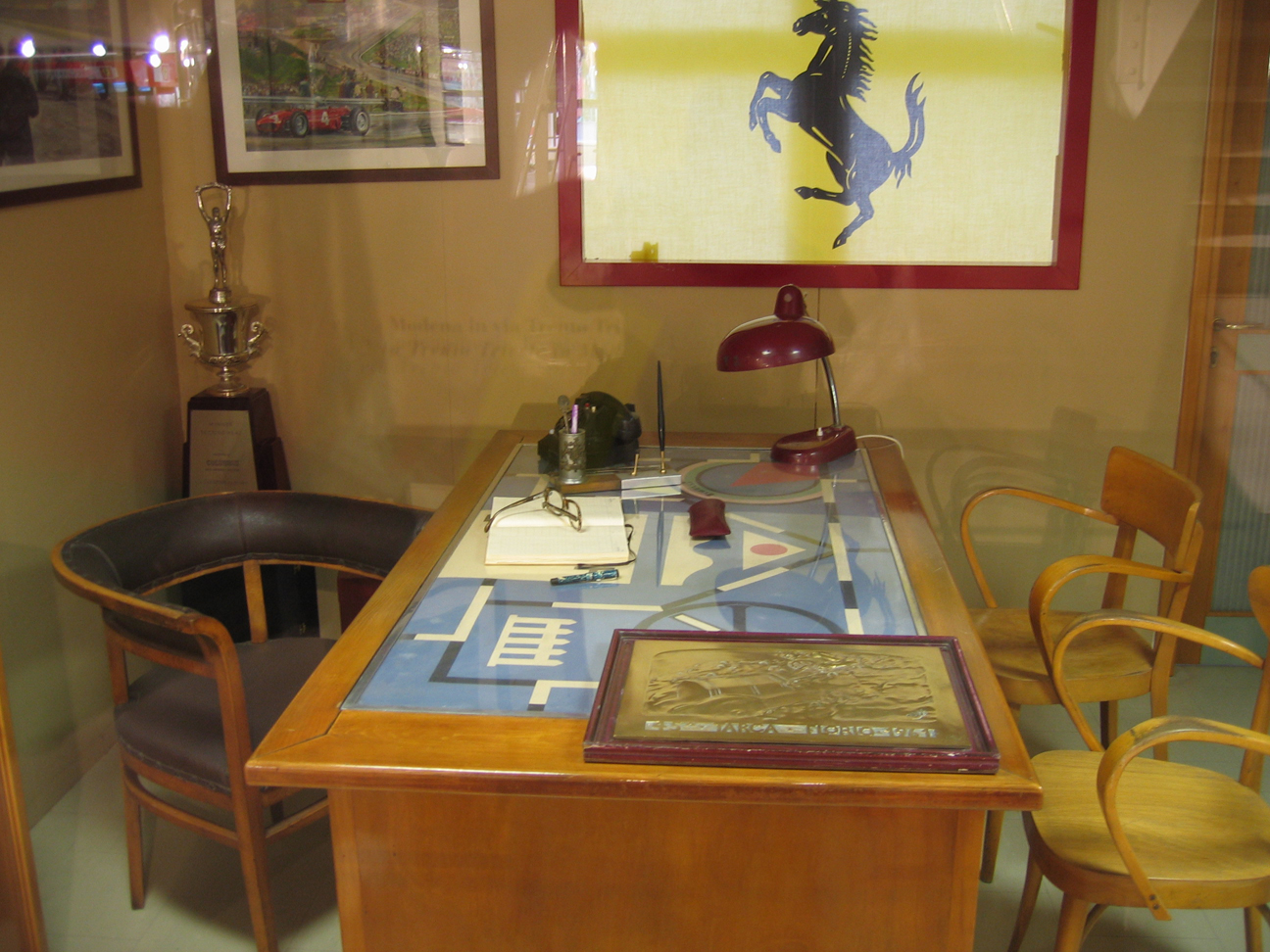
Oficina d'Enzo Ferrari a Maranello

Abandonà el col·legi després de la mort del seu pare, i va començar a treballar en el taller del cos de bombers de Mòdena, Itàlia. Després de servir durant la I Guerra Mundial, va trobar treball com a pilot de proves a Torí a la fi de 1918. Més endavant es va traslladar a Construzioni Meccaniche Nazionali (CMN) a Milà per a treballar com a pilot de proves i com a pilot oficial. El seu debut en la competició va arribar el 1919 en la carrera de Parma-Berceto i més tard aquell mateix any va competir en la Targa Florio.
El 1920, es va passar a Alfa Romeo, establint una relació que va durar dues dècades i una carrera que el va dur de pilot de proves a pilot de carreres, a assistent de vendes i finalment a director de la divisió de competició d'Alfa fins al novembre de 1939.
El 1929 va fundar l'Scuderia Ferrari a Mòdena, amb el principal propòsit d'organitzar carreres per als seus membres. A partir d'aquest moment va començar a involucrar-se de manera intensa en el món de les carreres, el que va acabar amb la creació d'un equip oficial i la transformació de l'Scuderia en la divisió de carreres/enginyeria d'Alfa Romeo, passant a controlar la totalitat de la secció de competició en 1933.
El 1940 Ferrari va abandonar la seva relació amb Alfa Romeo i es va convertir en una empresa independent, Auto Avio Construzioni Ferrari, que treballava amb la companyia nacional d'aviació a Roma, per a Piaggio i per a RIV. En 1943, durant la Segona Guerra Mundial, la fàbrica Ferrari es va traslladar de Mòdena a Maranello i va començar a construir màquines especials. La fàbrica va ser bombardejada en 1944 i reconstruïda en 1946, any en el qual va començar el disseny i fabricació del primer dels Ferrari.

### Fusió amb Fiat

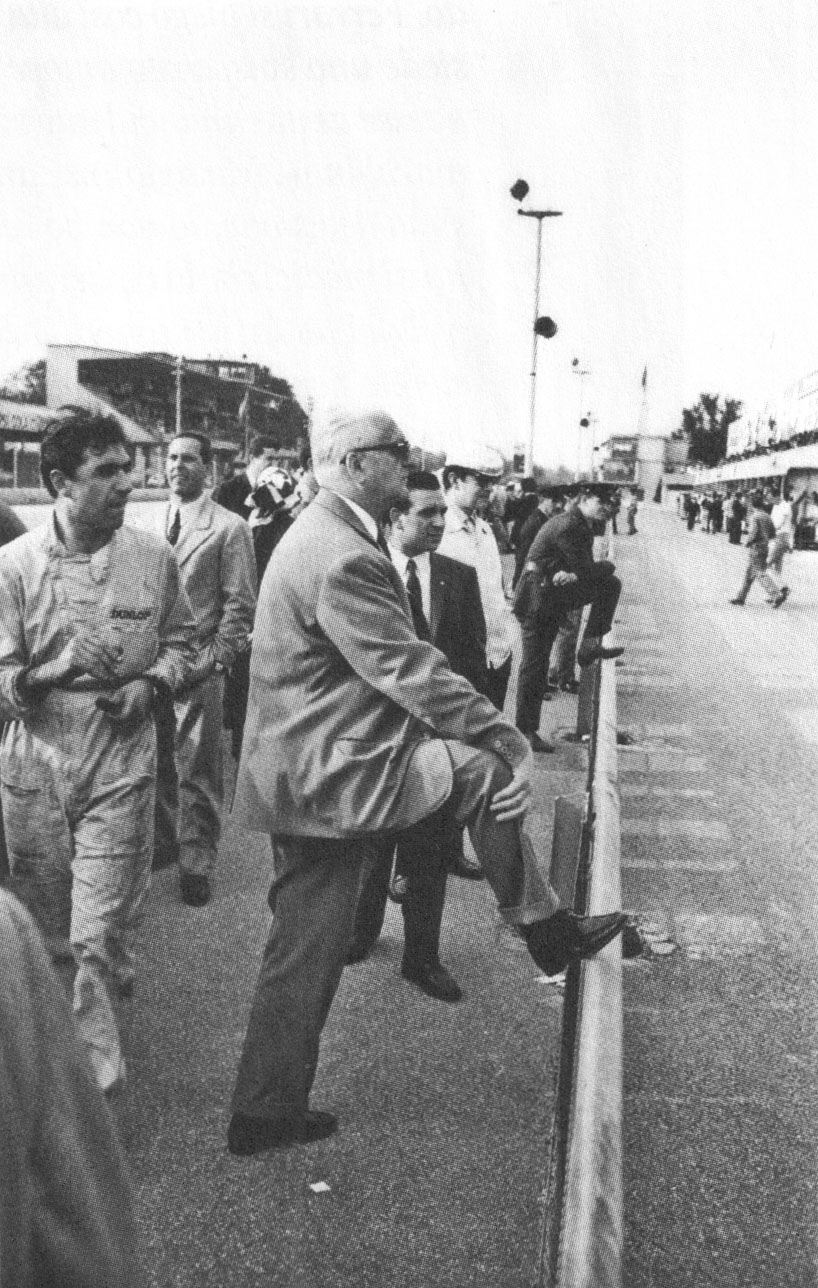
Ferrari a Monza el 1966

A finals de la dècada del 1960, les dificultats financeres creixents i el problema de competir en moltes categories i haver de complir amb nous requisits de seguretat i emissions d'aire net per a la producció i desenvolupament de cotxes de carretera, van fer que Ferrari comencés a buscar un soci comercial. L'any 1969 Ferrari va vendre el 50% de la seva empresa a Fiat S.p.A, amb l'advertència que seguiria controlant al 100% les activitats de cursa i que Fiat pagaria una important subvenció fins a la seva mort per l'ús de les seves plantes de producció de Maranello i Mòdena. Ferrari havia ofert anteriorment a Ford l'oportunitat de comprar l'empresa el 1963 per 18 milions de dòlars (179.139.130 dòlars de 2023), però, al final de les negociacions, Ferrari es va retirar quan es va adonar que Ford no acceptaria concedir-li el control independent del departament de curses de l'empresa. Ferrari es va convertir en una societat anònima i Fiat va prendre una petita participació el 1965. El 1969, Fiat va augmentar la seva participació fins al 50% de l'empresa. El 1988 la participació de Fiat va pujar al 90%. El 1963 Enzo Ferrari va construir l'Instituto Professionale per la Indústria e Artigianato, una escola d'aprenentatge a Maranello.
Després de l'acord amb Fiat, Ferrari va deixar el càrrec de director general de la divisió de cotxes de carretera el 1971. El 1972 va construir la pista de proves de Fiorano. El 1974, Ferrari va nomenar Luca Cordero di Montezemolo com a director esportiu/gerent de l'equip de Fórmula 1. Montezemolo va assumir finalment la presidència de Ferrari el 1992, càrrec que va ocupar fins al setembre de 2014. Clay Regazzoni va ser subcampió el 1974, mentre que Niki Lauda va guanyar el campionat el 1975 i el 1977. El 1977, Ferrari va ser criticat a la premsa per haver substituït el campió del món Lauda pel nouvingut Gilles Villeneuve. Ferrari va afirmar que l'estil de conducció agressiu de Villeneuve li recordava a Tazio Nuvolari. Aquests sentiments es van reforçar després del Gran Premi de França de 1979 quan Villeneuve va acabar segon després d'una intensa batalla amb René Arnoux. Segons el director tècnic Mauro Forghieri, «Quan vam tornar a Maranello, Ferrari estava extasiat. Mai l'havia vist tan feliç per un segon lloc».
FIAT es va convertir en l'accionista majoritari el 1988).

### Autòdrom de Mòdena
A principis de la dècada del 1970, Ferrari, amb l'ajuda dels companys constructors de Mòdena Maserati i Automobili Stanguellini, va exigir que l'Ajuntament de Mòdena i l'Automobile Club d'Italia actualitzessin l’Autòdrom de Mòdena, amb el raonament que el circuit era obsolet i inadequat per provar els cotxes de carreres moderns.. La proposta es va discutir inicialment amb interès, però finalment es va estancar per manca de voluntat política. Llavors Ferrari va procedir a comprar el terreny adjacent a la seva fàbrica i va construir el Circuit de Fiorano, amb 3 km de pista encara en ús per provar cotxes de carreres i de carreres de Ferrari.

### Últims anys
Després que Jody Scheckter guanyés el títol el 1979, l'equip va viure una campanya desastrosa el 1980. El 1981, Ferrari va intentar reviure la fortuna del seu equip canviant als motors turbo. El 1982, el segon Ferrari amb motor turbo, el 126C2, va mostrar una gran promesa. Tanmateix, el pilot Gilles Villeneuve va morir en un accident durant l'última sessió d'entrenaments lliures del Gran Premi de Bèlgica a Zolder, al maig. A l'agost, a Hockenheimring, el company d'equip Didier Pironi es va veure truncada en la seva carrera en una violenta tombarella final a l'esquena bromosa després de colpejar el Renault F1 pilotat per Alain Prost. Pironi liderava el campionat de pilots aleshores; perdria el lideratge i el campionat per cinc punts mentre es va quedar fora de les cinc curses restants. La Scuderia va guanyar el Campionat de Constructors al final de la temporada i el 1983, amb el pilot René Arnoux en la lluita pel campionat fins a l'última cursa. Michele Alboreto va acabar segon el 1985, però l'equip no tornaria a veure la glòria del campionat abans de la mort de Ferrari el 1988. L'última victòria de la carrera que Ferrari va veure abans de la seva mort va ser quan Gerhard Berger i Alboreto van anotar un 1–2 a la ronda final de la temporada 1987 a Austràlia.

### Carreres d'automòbils i controvèrsies de gestió
L'estil de gestió de Ferrari era autocràtic i se sabia que enfrontava els pilots amb l'esperança de millorar el seu rendiment. Alguns crítics creuen que Ferrari va augmentar deliberadament la pressió psicològica sobre els seus pilots, fomentant les rivalitats entre equips i fomentant un ambient d'intensa competició per a la posició de pilot número u. «Va pensar que la pressió psicològica produiria millors resultats per als pilots», va dir el pilot de l'equip Ferrari Tony Brooks. «Ell esperaria que un conductor anés més enllà dels límits raonables... Pots conduir al màxim de les teves capacitats, però una vegada que comences a animar-te per fer coses que no creus que estiguin a les teves capacitats, es torna estúpid. prou perill en aquell moment sense superar el límit». Segons Mario Andretti, «[Ferrari] només demanava resultats. Però era un noi que també entenia quan els cotxes tenien deficiències. Sempre podia apreciar l'esforç que feia un conductor, quan només et rebentaves el cul, pla. Llançar el cotxe, i tot això, ho sabia i ho va veure, tan dur amb tothom, però al final ell sempre va tenir raó i per això vas tenir el respecte que li tenia».

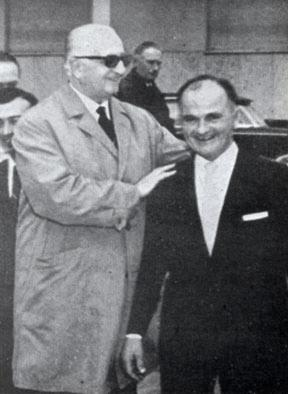
Enzo Ferrari (esquerra) amb Ilario Bandini el 1964

Entre 1955 i 1971, vuit pilots de Ferrari van morir conduint cotxes de carreres de Ferrari: Alberto Ascari, Eugenio Castellotti, Alfonso de Portago, Luigi Musso, Peter Collins, Wolfgang von Trips, Lorenzo Bandini i Ignazio Giunti. Encara que un nombre tan elevat de morts no era inusual a les carreres d'automòbils en aquells dies, el diari vaticà L'Osservatore Romano va descriure Ferrari com el déu Saturn, que consumia els seus propis fills. En defensa de Ferrari, el pilot de carreres de F1 contemporani , Stirling Moss, va comentar: «No puc pensar en una sola ocasió en què la vida d'un pilot (de Ferrari) es va perdre a causa d'una fallada mecànica».
En públic, Ferrari va tenir cura de reconèixer els pilots que van arriscar la vida pel seu equip, insistint que els elogis s'havien de compartir per igual entre cotxe i pilot per a qualsevol cursa guanyada. No obstant això, el seu amic de llarga data i comptable de l'empresa, Carlo Benzi, va relatar que en privat Ferrari diria que «el cotxe era la raó de qualsevol èxit».
Després de la mort de Giuseppe Campari el 1933 i Alberto Ascari el 1955, amb els quals va mantenir una forta relació personal, va optar per no apropar-se massa als seus conductors, per por de fer-se mal emocionalment. Més tard en la vida, va cedir la seva posició i es va apropar molt a Clay Regazzoni i sobretot a Gilles Villeneuve.

## Vida personal
Enzo Ferrari va viure una vida reservada i poques vegades va concedir entrevistes. Poques vegades va deixar Mòdena i Maranello i mai va anar a cap Gran Premi fora d'Itàlia després de la dècada del 1950. Se'l veia habitualment als Grans Premis de Monza, prop de Milà, i Imola, no lluny de la fàbrica Ferrari, on el circuit portava el nom del difunt Dino. El seu darrer viatge conegut a l'estranger va ser l'any 1982, quan va anar a París per negociar un compromís entre els partits enfrontats FISA i FOCA. Mai va volar en un avió i mai va posar els peus en un ascensor.
Ferrari va conèixer la seva futura esposa, Laura Domenica Garello (c. 1900–1978) a Torí. Van viure junts durant dos anys i es van casar el 28 d'abril de 1923. Segons el llibre Enzo Ferrari: The Man and the Machine de Brock Yates de 1991, Ferrari es va casar per mantenir les aparences pel bé de la seva carrera, ja que el divorci estava mal vist a la Itàlia predominantment catòlica i buscava conquestes sexuals no tant per plaer sinó per a la gratificació del seu ego. Segons Yates, Ferrari va comentar una vegada al director de carreres, Romolo Tavoni, que «un home hauria de tenir sempre dues dones», i en un moment del 1961, quan estava sortint amb tres dones simultàniament, va escriure: «Estic convençut que quan un home diu una dona l'estima, només vol dir que la desitja i que l'únic amor perfecte en aquest món és el d'un pare pel seu fill», un comentari que va arribar diversos anys després de la mort del seu primer fill.

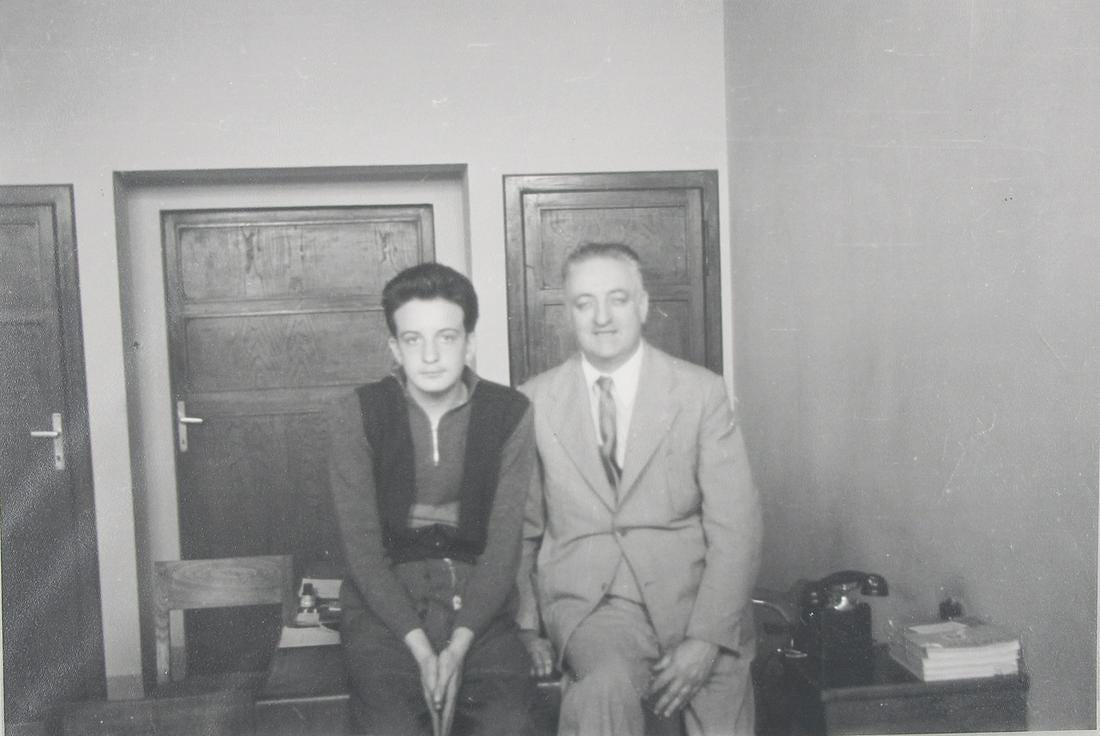
Dino Ferrari, de 15 anys, i el seu pare, Enzo Ferrari, fotografiats el 1947

L'únic fill de Ferrari i Laura, Alfredo Dino, que va néixer el 1932 i es va preparar com a successor d'Enzo, va patir problemes de salut i va morir per distròfia muscular el 1956. Segons la revista Time, l'amor de Ferrari i Laura pel seu fill és el que els va mantenir units. Tot i que Dino no va córrer mai, el seu pare li va proporcionar una flota de cotxes. També va dissenyar peces del motor mentre estava postrat en el llit. Ferrari i Laura van romandre casats fins a la seva mort el 1978. John Nikas, escriptor i expert en la història dels cotxes que va fundar el Saló de la fama dels cotxes esportius britànics, va dir de Ferrari: «Els seus veritables amors a la vida van ser les carreres i Dino».
Enzo va tenir un segon fill, Piero, amb la seva amant Lina Lardi el 1945. Com que el divorci va ser il·legal a Itàlia fins al 1970, Piero només va poder ser reconegut com el fill d'Enzo després de la mort de Laura el 1978. L'existència de Piero Lardi es va mantenir en secret, només conegut per alguns dels confidents del seu pare. Segons Yates, «No hi ha dubte que en algun moment a finals dels anys 50, Laura Ferrari va descobrir la segona vida del seu marit», i el va burlar obertament com a bastard quan el va veure a una fàbrica. Després de la mort de Laura, Ferrari va adoptar Piero, que va prendre el nom de Piero Lardi Ferrari. A partir de 2023, és vicepresident de l'empresa, i en posseeix un 10% de participació. Piero va dir al Los Angeles Times que la pel·lícula biogràfica Ferrari del 2023 de Michael Mann era precisa, en particular en la seva representació de l'impuls del seu pare, dient: «El meu pare era una persona que sempre mirava endavant, avançava, no tornava mai enrere».
Ferrari va ser nomenat Cavaliere del Lavoro el 1952, per afegir als seus honors de Cavaliere i Commendatore als anys vint. També va rebre diversos títols honorífics, com ara el premi Hammarskjöld el 1962, el premi Colom el 1965 i el premi De Gasperi el 1987. Va ser inclòs pòstumament al Saló de la Fama Internacional de l'Automobilisme (1994) i al Saló de la fama de l'automòbil (2000).

## Mort
Ferrari va morir el 14 d'agost de 1988 a Maranello als 90 anys d’una leucèmia. Com que era una persona privada, i perquè temia les protestes populars pel fet que l'equip de Ferrari havia estat vençut per McLaren en totes les curses de la temporada 1988 fins ara, Enzo va expressar el desig que la seva mort es comuniqués als mitjans només el 16 d'agost, l'endemà del seu enterrament (només presenciat per la seva família) el 15 d'agost. Va ser testimoni del llançament del Ferrari F40 poc abans de la seva mort, que va ser dedicat com a símbol dels seus èxits. L'any 2002 Ferrari va començar la producció del Ferrari Enzo, que porta el nom del seu fundador.
El Gran Premi d'Itàlia es va celebrar poques setmanes després de la mort de Ferrari, i el resultat va ser un final d'1–2 per a Ferrari, amb l'austríac Gerhard Berger liderant a casa Michele Alboreto, italià i milanès; va ser l'única carrera que McLaren no va guanyar aquella temporada. Des de la mort de Ferrari, l'equip de la Scuderia Ferrari ha mantingut èxit. L'equip va guanyar el Campionat de Constructors cada any del 1999 al 2004, i tant 2007 com 2008. Michael Schumacher va guanyar el Campionat del Món de Pilots amb l'Escuderia Ferrari cada any del 2000 al 2004, i Kimi Räikkönen va guanyar el títol amb l'equip el 2007.

## Reconeixements

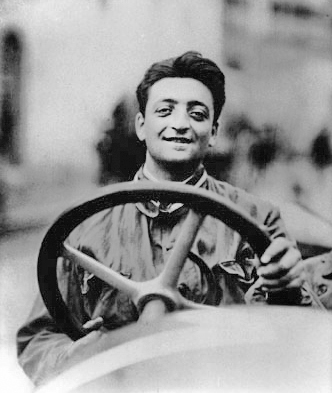
Enzo Ferrari als anys 1920

Enzo Ferrari va rebre el guardó de Cavalieri pels seus mèrits esportius el 1924 i va seguir obtenint honors de la seva pàtria: Commendatore el 1927, Cavalieri di Lavoro el 1952.
Durant 1960 va rebre un títol honorífic en enginyeria mecànica per part de la Universitat de Bolonya. El 1988 la Universitat de Mòdena i Reggio Emilia li va concedir el de Física. Sota la seva direcció (1947-88) Ferrari va guanyar més de 5.000 curses en totes les categories i va obtenir 25 títols de Campionats del Món.
L'escuderia Ferrari ha aconseguit 16 campionats de constructors (1961, 1964, 1975, 1976, 1977, 1979, 1982, 1983, 1999, 2000, 2001, 2002, 2003, 2004, 2007, 2008) i 15 de pilots (1952, 1953, 1956, 1958, 1961, 1964, 1975, 1977, 1979, 2000, 2001, 2002, 2003, 2004, 2007), convertint-se en el millor equip de competició de la història. A més ha aconseguit 211 victòries, 203 poles i 220 voltes ràpides.